# Bornholt
Bornholt er en kommune og en by i det nordlige Tyskland, beliggende i Amt Mittelholstein i den sydlige del af Kreis Rendsborg-Egernførde. Kreis Rendsborg-Egernførde ligger i den centrale del af delstaten Slesvig-Holsten.

## Geografi
Bornholt ligger lige øst for Bundesautobahn 23 fra Hamborg mod Heide ved Kielerkanalen, der deler kommunen. Højbroen Hohenhörn fører motorvejen over kanalen i den sydligste del kommunen.
I forbindelse med udbygningen af motorvejen blev der oprettet et Landschaftsschutzgebiet ved Lütjenbornholt.